# Finales de la NBA de 1960
Las Finales de la NBA de 1960 fueron las series definitivas de los playoffs de 1960 y suponían la conclusión de la temporada 1959-60 de la NBA, con victoria de Boston Celtics, campeón de la Conferencia Este, sobre St. Louis Hawks, campeón de la Conferencia Oeste. El enfrentamiento reunió hasta a 11 futuros miembros del Basketball Hall of Fame, 7 jugadores de los Celtics, 4 de los Hawks, además del entrenador de Boston, Red Auerbach.

## Resumen
| Partido | Fecha       | Equipo local | Resultado | Equipo visitante |
| ------- | ----------- | ------------ | --------- | ---------------- |
| 1       | 27 de marzo | Boston       | 140-122   | St. Louis Hawks  |
| 2       | 29 de marzo | Boston       | 103-113   | St. Louis        |
| 3       | 2 de abril  | St. Louis    | 86-102    | Boston           |
| 4       | 3 de abril  | St. Louis    | 106-96    | Boston           |
| 5       | 5 de abril  | Boston       | 127-102   | St. Louis        |
| 6       | 7 de abril  | St. Louis    | 105-102   | Boston           |
| 7       | 9 de abril  | Boston       | 122-103   | St. Louis        |

Boston ganan las series 4-3

## Enfrentamientos en temporada regular
Durante la temporada regular, los Hawks y los Celtics se vieron las caras hasta en nueve ocasiones (la liga la formaban entonces 8 equipos), jugando cuatro encuentros en el Boston Garden, otros cuatro en el Kiel Auditorium y el restante en terreno neutral, en la ciudad de Nueva York. La ventaja era de los Celtics que habían conseguido ganar en seis ocasiones.
| 3 de noviembre | Boston Celtics | 103–98 | St. Louis Hawks |                                      |
|                |                |        |                 |                                      |
|                |                |        |                 | Pabellón: Kiel Auditorium, St. Louis |

| 14 de noviembre | St. Louis Hawks | 111–113 | Boston Celtics |                                 |
|                 |                 |         |                |                                 |
|                 |                 |         |                | Pabellón: Boston Garden, Boston |

| 11 de diciembre | St. Louis Hawks | 99–122 | Boston Celtics |                                 |
|                 |                 |        |                |                                 |
|                 |                 |        |                | Pabellón: Boston Garden, Boston |

| 30 de diciembre | Boston Celtics | 96–82 | St. Louis Hawks |                                      |
|                 |                |       |                 |                                      |
|                 |                |       |                 | Pabellón: Kiel Auditorium, St. Louis |

| 10 de enero | Boston Celtics | 111–121 | St. Louis Hawks |                                      |
|             |                |         |                 |                                      |
|             |                |         |                 | Pabellón: Kiel Auditorium, St. Louis |

| 13 de enero | St. Louis Hawks | 112–134 | Boston Celtics |                                 |
|             |                 |         |                |                                 |
|             |                 |         |                | Pabellón: Boston Garden, Boston |

| 27 de enero | St. Louis Hawks | 114–127 | Boston Celtics |                                 |
|             |                 |         |                |                                 |
|             |                 |         |                | Pabellón: Boston Garden, Boston |

| 2 de febrero | St. Louis Hawks | 114–113 | Boston Celtics |                                             |
|              |                 |         |                |                                             |
|              |                 |         |                | Pabellón: Madison Square Garden, Nueva York |

| 20 de febrero | Boston Celtics | 105–121 | St. Louis Hawks |                                      |
|               |                |         |                 |                                      |
|               |                |         |                 | Pabellón: Kiel Auditorium, St. Louis |

## Resumen de los partidos
En el primer encuentro, disputado en el Boston Garden, se cumplieron los pronósticos, con una cómoda victoria de los Celtics 140-122. Pero dos días después saltó la sorpresa, igualando en cancha contraria la eliminatoria los Hawks, y recuperando la ventaja de campo, al imponerse 113-103. La serie se trasladó al Kiel Auditorium, donde los Celtics pusieron las cosas en su sitio, venciendo por 102-86. Los Hawks empataron la eliminatoria en el cuarto encuentro, ganando por 10 puntos, 106-96, regresando a la pista de Boston con un incierto 2-2.
Los dos siguientes partidos se saldaron con una victoria para cada equipo en su propia cancha, llegando al séptimo y último partido en el Garden el 9 de abril. Y allí las estrellas del equipo de Red Auerbach no dieron ninguna tregua, consiguiendo unas cifras impresionantes: Bill Russell se salió con 22 puntos, 35 rebotes y 4 asistencias, el alero Frank Ramsey contribuyó con 24 puntos y 13 rebotes, mientras que Tom Heinsohn conseguiría 22 puntos y 8 rebotes. La clave del partido estuvo debajo del tablero, llegando casi a doblar en el número de rebotes los Celtics a los Hawks, 83-47. Bob Cousy participó también en la fiesta, añadiendo 19 puntos y 14 asistencias, para dejar el marcador en un contundente 122-103, que daba a Boston su segundo título consecutivo, el tercero de su historia, y comenzaba una racha que iba a durar casi toda la década de los 60.